# Saint-Maurice-d’Ibie
Saint-Maurice-d’Ibie település Franciaországban, Ardèche megyében. Lakosainak száma 213 fő (2022. január 1.). Saint-Maurice-d’Ibie Gras, Lagorce, Rochecolombe, Saint-Andéol-de-Berg, Valvignères és Villeneuve-de-Berg községekkel határos.

## Népesség
A település népessége az elmúlt években az alábbi módon változott:
| Lakosok száma | 150  | 183  | 163  | 181  | 223  | 220  | 221  | 217  | 216  | 213  |
|               | 1968 | 1982 | 1990 | 2006 | 2013 | 2015 | 2017 | 2019 | 2020 | 2022 |